# Alfredo Panzini
Alfredo Panzini (Senigallia, 1863. december 31. – Róma, 1939. április 10.) olasz regény- és prózaíró. 

## Pályája
Elemi iskoláit Riminiben, gimnáziumi tanulmányait Velencében, a Marco Foscarini-kollégiumban végezte, majd Bologna híres egyetemének irodalmi karán Giosuè Carducci tanítványa lett. Megszerezte a tanári oklevelet és 1888-tól 1917-ig a milánói Giuseppe Parini-gimnázium tanára és a műegyetem irodalmi előadója lett. A Nuova Antológia és 1924-től a Corriere della Sera munkatársa volt. 1929-ben tagjává választották az akkoriban újonnan létrehozott Accademia d'Italiának.

## Művei
- Saggio critico sulla poesia maccheronica ('Kritikai tanulmány a latin-olasz keveréknyelvű költészetről', 1886)
- Il libro dei morti ('A halottak könyve', 1893)
- La evoluzione di Giosué Carducci ('Giosué Carducci költői fejlődése', 1894)
- La cagna nera ('A fekete szuka', 1895)
- Gli ingenui ('Az ártatlanok', 1896)
- La moglie nuova ('Az új feleség', 1899)
- Piccole storie del mondo grande ('Kis történetek a nagyvilágból', 1901)
- Lepida et tristia ('Kellemes és szomorú dolgok', 1902)
- Trionfi di donna ('Női diadalok', 1903)
- Dizionario moderno ('Modern szótár', 1905)
- La lanterna di Diogene ('Diogenész lámpása', 1907)
- Le fiabe della virtù ('Regék az erényről', 1911)
- Santippe (1914, Lukits Gy. és Várkonyi N., Xantippe, 1925)
- Donne, madonne e bimtri ('Asszonyok, madonnák és gyermekek', 1915)
- La Madonna di mama ('A mama madonnája', 1916)
- Viaggio di un povero letterato ('Egy szegény irodalmár utazása', 1919)
- Io cerco moglie! (1920; A. Festa, Feleséget keresek!, 1927)
- Il diavolo nella mia libreria ('Ördög a könyvszekrényemben', reg., 1920)
- Il mondo e rotondo ('Kerek a világ', 1921)
- Signorine ('Kisasszonyok', 1921)
- Il padrone sono me! ('Itt én vagyok a gazda!', 1922)
- Diario sentimentale della guerra ('Érzelmes napló a háborúból', 1923)
- La vera storia dei tre colori ('A háromszínű zászló igaz története', 1924)
- La pulcella senza pulcellaggio (1925, Jékely Z., Egy hajdani hajadon, 1959)
- I tre re con Gelsomino buffone del re ('A háromkirályok meg Gelsomino, a király bolondja', 1927)
- La sventurata Irminda! ('Szerencsétlen Irminda!', 1932)
- Il bacio di Lesbia ('Lesbia csókja', 1937)
- I giorni del sole e del grano ('A napfény és a gabona időszaka', reg., 1929)
- Rose d'ogni mese ('Rózsák minden hónapban', reg., 1933)
- Il ritorno di Bertoldo ('Bertoldo visszatérése', reg., 1936)
- La valigetta misteriosa e altri racconti ('A titokzatos kézitáska és más elbeszélések', 1942)
- Per amor di Biancofiore ('Hófehérke szerelméért', tan.-ok, 1948)
- Sei romanzi, fra due secoli ('Hat regény, két század között', 1939)
- Romanzi d'ambo i sessi ('Regények a két nemről', 1941)
- La cicuta, i gigli e le rose ('A bürök, a liliomok meg a rózsák', elb.-ek, 1950)